# Frente Universitario de Cataluña
El Frente Universitario de Cataluña (FUC) fue una organización juvenil y universitaria ilegal de Cataluña, España, de resistencia contra el franquismo, creada en 1942 en la Universidad de Barcelona, y que se basaba en una estructura de células. Se reforzó con la incorporación de los universitarios del Frente Nacional de Cataluña en 1944. Muchos de sus miembros procedían del Instituto-Escuela de la Generalidad de Cataluña, y mantenía un ideario catalanista y democrático, lo que les enfrentaba al Sindicato Español Universitario de inspiración falangista, dirigido en Cataluña por Pablo Porta Bussoms.
El presidente fue Josep Benet, quien también dirigía la revista Orientacions, y los secretarios generales Lluís Torras, Jordi Cuxart y Josep Maria Ainaud de Lasarte. Formó parte del Consell Nacional de la Democràcia Catalana y se disolvió en 1948, dando paso a la  Federación Nacional de Estudiantes de Cataluña. Entre sus integrantes destacaron Joan Sansa i Caminal, Alexandre Cirici i Pellicer, Josep Maria Ainaud de Lasarte, Francesc Casares i Potau, Jordi Carbonell y Anton Cañellas.